# Cetè
Un cetè és un compost orgànic que presenta en la seva molècula el grup funcional {\displaystyle {\ce {>C=C=O}}}. Són substàncies inestables que no es donen a la natura.
Prenen el nom del compost anomenat cetè {\displaystyle {\ce {CH2=C=O}}}, el més simple dels cetens. Els derivats es poden anomenar a) esmentant tots els substituents com a prefixos, o b) fent servir els criteris per a anomenar cetones.